# Zentrum für Erlebnispädagogik und Umweltbildung

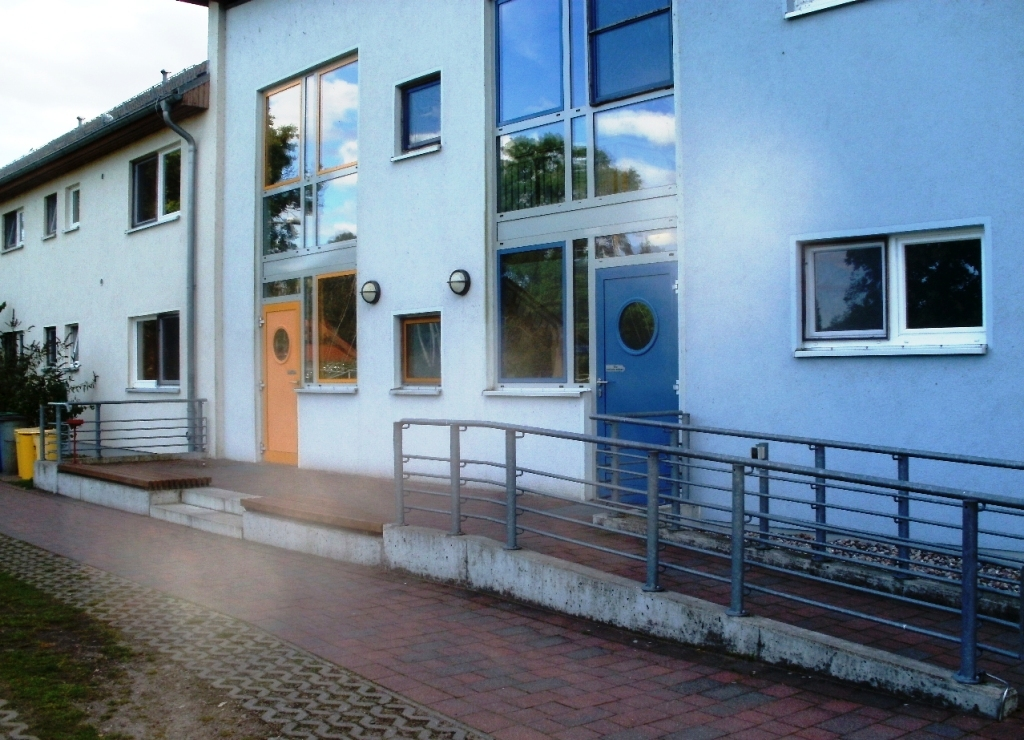
Bettenhaus

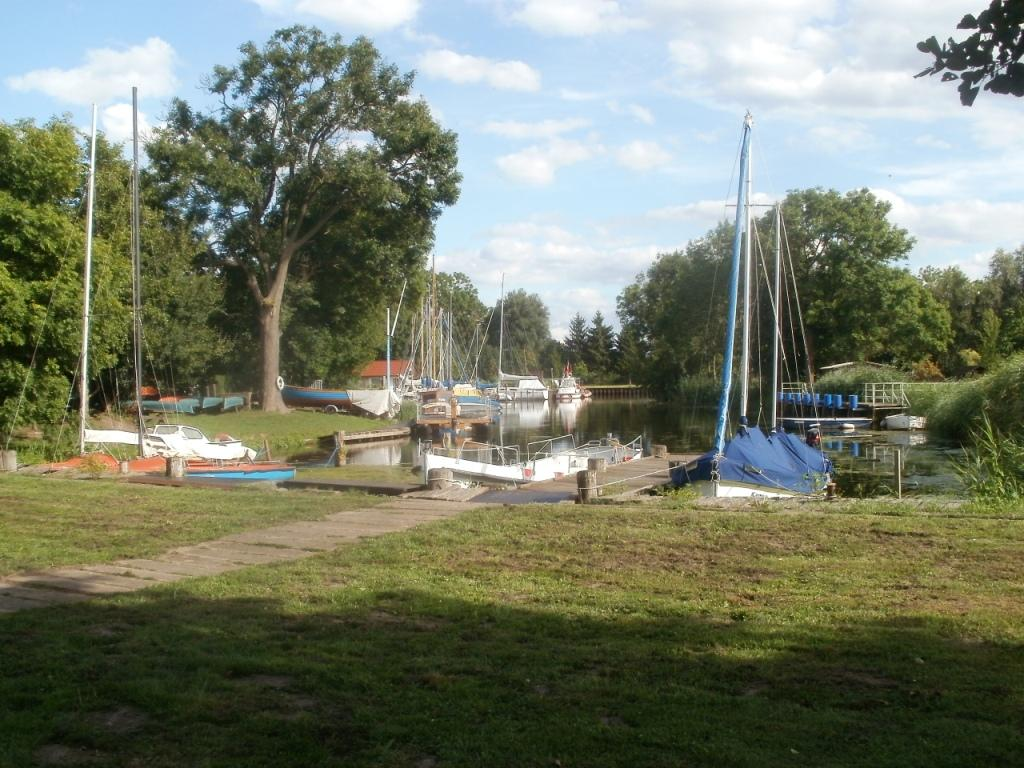
Naturhafen (2013)

Das Zentrum für Erlebnispädagogik und Umweltbildung (ZERUM) wurde am 1. April 1993 durch den Verein zur Förderung bewegungs- und sportorientierter Jugendsozialarbeit e.V. Marburg in Ueckermünde als eine regional, landes- aber auch bundesweit ausgerichtete Jugendbildungsstätte gegründet und bis Ende 2022 betrieben. In diesem Zeitraum baute der gemeinnützige Marburger Träger das ZERUM zu einer Bildungseinrichtung aus, die gleichermaßen barrierefreies Schullandheim und Umweltbildungsstätte, Heimathafen der barrierefreien Segelyacht Wappen von Ueckermünde und der Jugendsegelyacht Greif von Ueckermünde in Mecklenburg-Vorpommern ist. Zudem wurde das ZERUM in diesem Zeitraum zum Initiator zahlreicher Modellvorhaben der Kinder- und Jugendhilfe, zur Stätte für internationale Jugendbegegnungen und Fortbildungen für soziale Fachkräfte, hier gibt es eine Stelle für das Freiwillige-Ökologische-Jahr. Ziel ist, gemeinsame Begegnungen und Erfahrungen in und mit der Natur für alle jungen Menschen gemäß ihrer verschiedenen Bedürfnisse, Ausgangslagen und Fähigkeiten zu ermöglichen. Dabei liegen die Schwerpunkte der Arbeit der Einrichtung in der Abenteuer- und Erlebnispädagogik sowie einer handlungsorientierten Umweltbildung. Das ZERUM befindet sich an der Mündung der Uecker in das Stettiner Haff. Im Jahr 2023 ist der Betrieb der Einrichtung auf den Eigenbetrieb Jugendbildungs- und Begegnungsstätten des Landkreises Vorpommern-Greifswald übergegangen.

## Geschichte
Vom 18. (nachweisbar seit 1754) bis 20. Jahrhundert befand sich an der Stelle des heutigen ZERUM am Lauf der Alten Uecker eine Gastwirtschaft namens Kamigkrug. 1963 wurde in dem Gebäude eine Station Junger Naturforscher eingerichtet, eine Einrichtung für Umweltbildung, die ihre Arbeit auch nach 1990 in Trägerschaft des Landkreises Ueckermünde fortführte, bis die Finanzierung nicht mehr gesichert war. Ende 1992 bewarb sich der im hessischen Marburg ansässige Verein zur Förderung bewegungs- und sportorientierter Jugendsozialarbeit e.V. (Abkürzung: bsj Marburg) auf eine offene Ausschreibung des Landkreises zur Fortführung der Einrichtung und erhielt mit seinem Konzept den Zuschlag für einen zukünftigen Weiterbetrieb. Dieses Konzept einer auf unterschiedlichen Säulen beruhenden erlebnis- und umweltpädagogischen Jugendarbeit führte schließlich zur neuen Namensnennung der Einrichtung als Zentrum für Erlebnispädagogik und Umweltbildung (ZERUM) Ueckermünde.
Seitdem wurden bzw. werden am ZERUM modellhafte Projekte mit bundes- und landesweiter Ausstrahlung in den Bereichen maritime Jugendbildung, Umwelt- und Nachhaltigkeitsbildung sowie zur Integration/Inklusion von Menschen mit Beeinträchtigungen realisiert. Im Jahr 1995 wurde ein Vorhaben zur Integration junger Menschen mit Beeinträchtigungen in außerschulische Formen der Jugendbildung ins Leben gerufen. Das Angebot umfasst mehrtägige Gruppenreisen und Ferienfreizeiten, regelmäßig stattfindende Praxistage, Aktionstage und Fortbildungen, möglichst mit gemeinsamer Vor- und Nachbereitung, oft unter Einbeziehung der Eltern. In den Jahren 2009 bis 2012 wurde an der Bildungsstätte das Bundesmodellprojekt „Schwimmender Lernort M-V“ umgesetzt, das die Erschließung des strukturschwachen, aber durch Wasserwege verbundenen ländlichen Raumes für Angebote der Kinder- und Jugendbildung in Mecklenburg-Vorpommern zum Ziel hatte. Bis heute sind die im Rahmen des Modellprojektes entstandenen Expeditionsplattformen „Sila“ und „Vega“ auf den Binnenschifffahrtsstraßen Mecklenburg-Vorpommerns und Brandenburgs im Einsatz.
Dem ZERUM fachlich und örtlich angegliedert sind zwei Fördervereine der Großsegelschiffe „Greif von Ueckermünde“ und „Wappen von Ueckermünde“ mit einem Pool von aktuell ca. 35 Schiffsführern und Steuerleuten.
Darüber hinaus erfolgt eine beständige Kooperation mit maritim orientierten Vereinen und Institutionen, Einrichtungen des Naturschutzes, Einrichtungen der Behinderten- und Jugendhilfe. Fachtagungen, Fortbildungsveranstaltungen und Seminare dienen dem Austausch von Erfahrungen und Erkenntnissen. So fand u. a. im Jahr 2009 eine große internationale Fachtagung von Praktikern und Theoretikern der Abenteuer- und Erlebnispädagogik aus 16 verschiedenen europäischen Ländern auf Einladung des ZERUM und in Kooperation mit dem European Institute for Outdoor Adventure Education and Experiential Learning unter dem Titel „Water - Space for Experiences. Youth and Outdoor Education in Europe“ in Ueckermünde statt.
Seit der Eröffnung wurden die materiellen Bedingungen weiter verbessert, beispielsweise mit der Fertigstellung dreier rollstuhlgerechter Bettenhäuser im Jahre 2005 und dem barrierefreien Ausbau des hauseigenen Hafens im Jahr 2014. Auch das Konzept wird ständig weiterentwickelt und neue Projekte erarbeitet, wie das Projekt Ein Rollstuhl geht in die Luft, bei dem gemeinsam mit Schülern einer Regelschule und einer Förderschule eine Station des Hochseilgartens so umgebaut wurde, dass sie auch von Menschen mit körperlichen Beeinträchtigungen genutzt werden kann.

## Ausstattung

### Gebäude
- Übernachtung: In drei rollstuhlgerecht gebauten Bettenhäusern sind 97 Betten in Zweibett- bis Sechsbettzimmern, es stehen jeweils mehrere Spezialbetten zur Verfügung. In jedem der drei Häuser befinden sich sechs separate Toiletten und drei Duschmöglichkeiten, auch behindertengerechte Duschen, weitere Sanitäranlagen im Hauptgebäude.

In zehn Ukranen-Hütten mit zentraler Feuerstelle sind Übernachtungsplätze für je zwei Personen, mehrere Stellplätze bieten zudem die Möglichkeit, eigene Zelte auf dem Gelände aufzuschlagen. Übernachtungsgäste mit eigenen Zelten und Gäste aus den Ukranenhütten können die Sanitäranlagen im Hauptgebäude nutzen.
- Seminarräume: Im Hauptgebäude befinden sich drei Seminarräume. Diese können für Fortbildungsveranstaltungen, Gruppenaktivitäten, Besprechungen etc. genutzt und gegebenenfalls auf Anfrage mit Beamer, Laptop, Moderationskoffer und Flipchart ausgestattet werden: Der barrierefreie Rote Seminarraum bietet Platz für mindestens 15 Personen, der Gelbe Seminarraum bietet Platz für mindestens 25 Personen und der Blaue Seminarraum bietet Platz für mindestens 30 Personen.

### Der Hafen
Das ZERUM verfügt über einen eigenen Hafen. Dieser wurde 2014 durch den Landkreis Vorpommern-Greifswald ausgebaut und die Zugänglichkeit verbessert. Nach dem Ausbaggern des Fahrwassers auf 2,5 bzw. 3,0 Meter können auch größere Segler den barrierefreien Hafen anlaufen. Im Rahmen des Bauvorhabens wurden auch zwei Liegeplätze für Segelschiffe, ein Schwimmsteg mit vier Auslegern zum Festmachen für Jollenkreuzer und Jollen, ein Schwimmsteg für Kajaks und Kanadier sowie ein neuer Kanu-Einstieg fertiggestellt.

### Boote

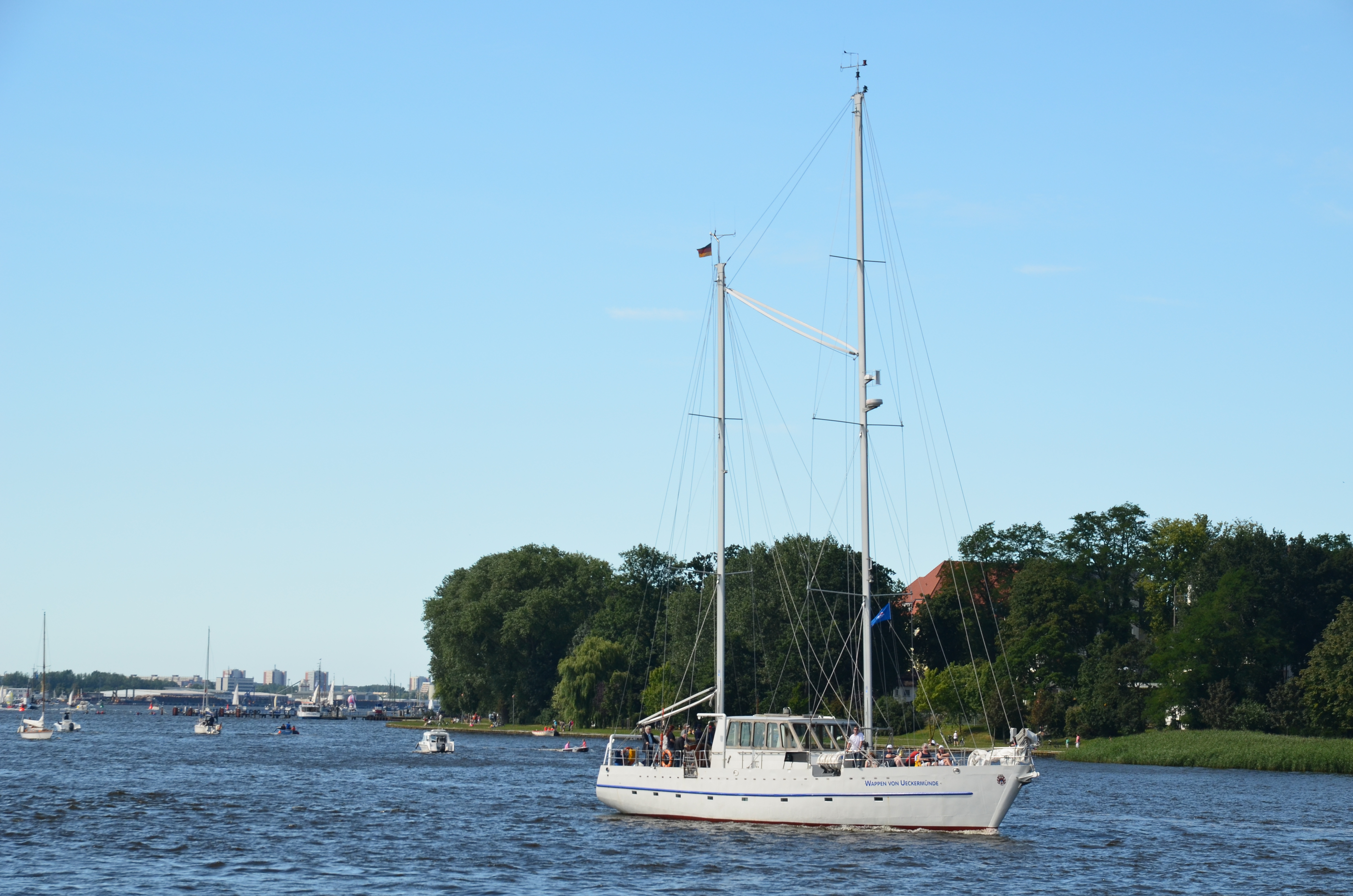
Wappen von Ueckermünde

Zur Durchführung erlebnis- und abenteuerorientierter Programme zu Wasser stehen mehrere Kajaks, Kanadier und Katamarane, zwei Jollen, zwei Optimisten, ein Segelkutter und die zwei Segelschiffe Greif von Ueckermünde und Wappen von Ueckermünde zur Verfügung.
- Greif von Ueckermünde: Die Jugendsegelyacht Greif von Ueckermünde, ein Zweimaster mit Kielschwert, hat eine lange Tradition bereits als Pionierschiff zu DDR-Zeiten und wird seit 1962 eingesetzt[5], um Tagesfahrten mit Schulklassen zu unternehmen. Das Segelschiff kann von Anfang Mai bis Ende Oktober von Gruppen für einen Törn zu den Häfen im Stettiner Haff, dem Greifswalder Bodden oder der Ostsee gebucht werden.
- Wappen von Ueckermünde: Der 2007 in Dienst gestellte Großsegler bietet Platz für insgesamt bis zu 14 Personen, davon bis zu vier Rollstuhlfahrer. Von der Idee zu einem barrierefreien Großsegler, die Mitte der 1990er im ZERUM Jahre reifte, bis zur feierlichen Übergabe der Wappen von Ueckermünde vergingen mehr als 10 Jahre, in denen es im Rahmen einer breiten, vom ZERUM initiierten zivilgesellschaftlichen Bewegung und der Gründung eines eigens zu diesem Zwecke gegründeten Vereins gelang, die Gesamtfinanzierung und die bauliche Fertigstellung des visionären Projektes erfolgreich sicherzustellen. Die Taufe des sogenannten „Rolliseglers“ erfolgte im Sommer 2007 durch Eva Luise Köhler, die Gattin des Bundespräsidenten Horst Köhler, der an dem Festakt ebenso wie der Ministerpräsident des Landes Mecklenburg-Vorpommern, Harald Ringstorff, teilnahm.

### Schwimmender Lernort Mecklenburg-Vorpommern
Seit 2010 kann mit den Katamaranen Sila und Vega die Wasser- und Unterwasserwelt vieler Gewässer in Mecklenburg-Vorpommern und der angrenzenden Bundesländer entdeckt und untersucht werden. Die nutzbare Decksfläche von 45 m² im Verband kann ebenso für ein Lager oder als Theaterbühne Verwendung finden.

### Weiteres
- Die Farm am Kolk ist ein Biwakplatz, der ausschließlich per Wasserweg erreichbar ist und der im Rahmen von Schullandheimaufenthalten und Projektwochen für das Bildungsprogramm Erfahrungsraum Wasser zu Experimenten und Lebensraumerkundungen angesteuert werden kann, um dort einige Stunden zu verweilen oder auch mehrere Tage und in der Natur zu übernachten.
- Niedrig- und Hochseilgarten mit Kletterturm
- Naturlehrpfad, Streuobstwiese

## Netzwerk Inklusion am Stettiner Haff
Seit 2010 arbeitet das ZERUM daran, ein regionales Netzwerk zu knüpfen mit Vereinen, Organisationen und Privatpersonen, die sich mit dem Thema Inklusion auseinandersetzen. Es entstand das Netzwerk Inklusion am Stettiner Haff (InKaHa) mit dem Ziel, Lebensbereiche in der Region wie Freizeit und Bildung inklusiv zu gestalten. Mehr als 50 Personen erarbeiteten gemeinsam gleichberechtigt in etlichen Netzwerk- und Arbeitsgruppentreffen das Konzept zum Projekt InKaHa.

## Naturpark Stettiner Haff
Das Zerum arbeitet mit dem Naturpark Am Stettiner Haff bei der Entwicklung von Tagestourangeboten zusammen.